# Milichiella mexicana
Milichiella mexicana är en tvåvingeart som beskrevs av Irina Brake, 2009. Milichiella mexicana ingår i släktet Milichiella och familjen sprickflugor. Inom Milichiella tillhör arten gruppen Aethiops. Holotypen är från Mexiko.